# Karcag
Karcag je mesto na Madžarskem, ki upravno spada pod podregijo Karcagi Županije Jász-Nagykun-Szolnok.